# Pic de Tramezaïgues
Pic de Tramezaïgues – szczyt górski położony we francuskiej części Pirenejów, w departamencie Pireneje Wysokie, na terenie gminy Tramezaïgues.